# Chola Luna
Chola Luna, nombre artístico de Alcira Carmen Luna (Buenos Aires, 12 de febrero de 1919 - 2 de abril de 2015) fue una cantante argentina de tango, que se destacó en las década de 1930, 1940 y 1950. A partir de 1955 fue perseguida políticamente, por sus ideas peronistas, por lo que debió exiliarse en Uruguay hasta la década de 1960. Ha sido considerada "una cancionista de notables condiciones, con un bello color de voz y fina expresión, que quizás, no tuvo la fortuna de trascender de acuerdo a su calidad, pero quienes tuvieron la fortuna de disfrutarla, la consideran en el grupo de las grandes estrellas de la historia de nuestro tango".

## Biografía
Alcira Carmen Luna nació el 12 de febrero de 1919 en Abasto en una familia de obreros, padre folclorista de ahí su amor a la música. A poco de nacer su familia se radicó en La Plata, donde se crio y realizó la escuela primaria. Desde niña tuvo afición al canto y en 1935 ganó el concurso de Puloil, realizado en Radio Belgrano, la radio argentina de mayor difusión en la época, que le permitió ser contratada como cantante de la emisora.
En 1942 actuó en la película Gran pensión La Alegría, de Julio Irigoyen y actuó en el Teatro Nacional. En 1944 integró como cantante la orquesta de Francisco Canaro, cantando a dúo con Carlos Roldán, con quien grabó dos canciones en 1944. En 1946 integró como cantante el elenco de la revista musical La Historia del Sainete, uno de los más exitosos espectáculos del momento.
En 1945, integró la orquesta de Francisco Lomuto, haciendo dúo con Alberto Rivera, en una exitosa gira por Europa. Con la elección de Juan D. Perón como presidente de Argentina en 1946, se identificó con las ideas del peronismo, participando en actuaciones en beneficio de los niños y ancianos organizada por la Fundación Eva Perón y en el Centro Cultural de los Artistas.
Cantó en las orquestas de Aníbal Troilo, Julio De Caro, Horacio Salgán y en la orquesta del sindicato de músicos dirigida por Mariano Mores.
En 1955, el presidente constitucionalJuan Domingo Perón fue derrocado por la oligárquica dictadura militar autodenominadaRevolución Libertadora, bajo el comando de Pedro Eugenio Aramburu. Muchos tangueros peronistas, como Hugo del Carril, Nelly Omar, Héctor Mauré, Anita Palmero, Chola Luna, entre otros, fueron perseguidos por sus ideas políticas. 
Luego de realizar algunas grabaciones con las orquestas de Francisco Trópoli y Miguel Caló, se exilió en Uruguay, en 1957. 
En Montevideo actuó en el histórico Gran Café Ateneo, grabó con la orquesta de Luis Caruso y actuó junto Alba Solís, también perseguida en Argentina. En la década de 1960, volvió a la Argentina y cantó a dúo con Julia Vidal, un repertorio que con canciones de tango y folklore. Se desempeñó también como secretaria del famoso cómico argentino, Pepe Marrone.
Alejada del medio artístico, falleció el 2 de abril de 2015, rodeada de sus seres queridos.